# Ayaka Okuno
Ayaka Okuno (jap. 奥野 彩加, Okuno Ayaka; * 21. Juni 1995 in der Präfektur Osaka) ist eine japanische Tennisspielerin.

## Karriere
Ayaka Okuno, die im Alter von sechs Jahren mit dem Tennissport begann, bevorzugt Hartplätze. Auf der ITF Women’s World Tennis Tour gewann sie bislang zwei Einzel- und 16 Doppeltitel. Ihr erstes Profiturnier bestritt sie im August 2011 in Saitama.
Auf der WTA Tour spielte sie ihre erste Partie bei der Qualifikation zu den HP Japan Women’s Open Tennis 2013, wo sie mit einer Wildcard im Einzelwettbewerb an den Start ging. Sie scheiterte bereits in der ersten Qualifikationsrunde an Luksika Kumkhum.
Ihre bislang größten Erfolge erreichte sie im November 2015 und Februar 2016. Bei den mit 100.000 US$ dotierten Ando Securities Open erreichte sie das Viertelfinale, in dem sie Hsieh Su-wei unterlag. Im Februar 2016 erreichte sie bei den Taiwan Open 2016 als Qualifikantin zum ersten Mal das Hauptfeld eines WTA-Turniers, wo sie in der ersten Runde ebenfalls gegen Hsieh Su-wei verlor.

## Turniersiege

### Einzel
| Nr. | Datum            | Turnier  | Kategorie   | Belag     | Finalgegnerin  | Ergebnis |
| --- | ---------------- | -------- | ----------- | --------- | -------------- | -------- |
| 1.  | 11. Oktober 2014 | Cairns   | ITF $15.000 | Hartplatz | Ellen Allgurin | 6:1, 7:5 |
| 2.  | 26. Juli 2015    | Hongkong | ITF $15.000 | Hartplatz | Prerna Bhambri | 6:4, 6:0 |

### Doppel
| Nr. | Datum              | Turnier    | Kategorie   | Belag     | Partnerin          | Finalgegnerinnen                         | Ergebnis           |
| --- | ------------------ | ---------- | ----------- | --------- | ------------------ | ---------------------------------------- | ------------------ |
| 1.  | 8. Juni 2014       | Pachuca    | ITF $10.000 | Hartplatz | Wera Aleschtschewa | Giovanna Manifacio Yadira Rubio          | 7:65, 3:6, [10:7]  |
| 2.  | 23. Januar 2015    | St. Martin | ITF $10.000 | Hartplatz | Alexa Guarachi     | Lena Litvak Sonja Molnar                 | 7:5, 6:3           |
| 3.  | 25. September 2015 | Bangkok    | ITF $15.000 | Hartplatz | Hiroko Kuwata      | Mana Ayukawa Yūki Tanaka                 | 2:6, 6:1, [10:6]   |
| 4.  | 30. Oktober 2015   | Bangkok    | ITF $15.000 | Hartplatz | Walerija Strachowa | Chompoothip Jundakate Peangtarn Plipuech | 6:2, 7:62          |
| 5.  | 3. September 2016  | Noto       | ITF $25.000 | Teppich   | Rika Fujiwara      | Akari Inoue Miki Miyamura                | 6:4, 1:6, [10:6]   |
| 6.  | 22. Oktober 2016   | Hamamatsu  | ITF $25.000 | Teppich   | Jana Fett          | Hsu Chieh-yu Justyna Jegiołka            | 4:6, 7:65, [12:10] |
| 7.  | 21. Januar 2017    | Kairo      | ITF $15.000 | Sand      | Chantal Škamlová   | Fatma Al-Nabhani Sandra Samir            | 4:6, 6:4, [10:6]   |
| 8.  | 28. Januar 2017    | Kairo      | ITF $15.000 | Sand      | Chantal Škamlová   | Fatma Al-Nabhani Sandra Samir            | 6:3, 6:1           |
| 9.  | 11. März 2017      | Yokohama   | ITF $25.000 | Hartplatz | Erika Sema         | Kanako Morisaki Minori Yonehara          | 6:4, 6:4           |
| 10. | 7. April 2018      | Kashiwa    | ITF $25.000 | Hartplatz | Kyōka Okamura      | Han Na-lae Robu Kajitani                 | 6:2, 6:2           |
| 11. | 13. Juli 2018      | Solo       | ITF $15.000 | Hartplatz | Rifanty Kahfiani   | Fitriani Sabatini Fitriana Sabrina       | 6:4, 6:0           |
| 12. | 19. Januar 2019    | Antalya    | ITF W15     | Sand      | Kanako Morisaki    | Vlada Ekshibarova Julija Stamatowa       | 6:2, 6:2           |
| 13. | 2. Februar 2019    | Antalya    | ITF W15     | Sand      | Kanako Morisaki    | Haruna Arakawa Doğa Türkmen              | 7:5, 6:3           |
| 14. | 25. Mai 2019       | Karuizawa  | ITF W25     | Teppich   | Naomi Broady       | Erina Hayashi Momoko Kobori              | 6:3, 2:6, [10:7]   |
| 15. | 22. Juni 2019      | Gimcheon   | ITF W15     | Hartplatz | Kanako Morisaki    | Jung So-hee Lee So-ra                    | 6:75, 6:0, [10:2]  |
| 16. | 8. Februar 2020    | Antalya    | ITF W15     | Sand      | Han Jiangxue       | Natalia Siedliska Julyette Steur         | 4:6, 6:3, [14:12]  |